# Mehtab Hossain
Mehtab Hossain (Madhyamgram, 5 settembre 1985) è un allenatore di calcio ed ex calciatore indiano, di ruolo centrocampista. Attuale advisor del Madan Maharaj.

## Carriera

### Club
Ha giocato nella prima divisione indiana.

### Nazionale
Tra il 2005 ed il 2005 ha totalizzato complessivamente 29 presenze e 2 reti con la nazionale indiana.

## Statistiche

### Cronologia presenze e reti in nazionale
| Cronologia completa delle presenze e delle reti in nazionale ― India | Cronologia completa delle presenze e delle reti in nazionale ― India | Cronologia completa delle presenze e delle reti in nazionale ― India | Cronologia completa delle presenze e delle reti in nazionale ― India | Cronologia completa delle presenze e delle reti in nazionale ― India | Cronologia completa delle presenze e delle reti in nazionale ― India | Cronologia completa delle presenze e delle reti in nazionale ― India | Cronologia completa delle presenze e delle reti in nazionale ― India |
| Data                                                                 | Città                                                                | In casa                                                              | Risultato                                                            | Ospiti                                                               | Competizione                                                         | Reti                                                                 | Note                                                                 |
| -------------------------------------------------------------------- | -------------------------------------------------------------------- | -------------------------------------------------------------------- | -------------------------------------------------------------------- | -------------------------------------------------------------------- | -------------------------------------------------------------------- | -------------------------------------------------------------------- | -------------------------------------------------------------------- |
| 6-3-2013                                                             | Yangon                                                               | Birmania                                                             | 1 – 0                                                                | India                                                                | AFC Challenge Cup 2013                                               | -                                                                    |                                                                      |
| 14-8-2013                                                            | Chujand                                                              | Tagikistan                                                           | 3 – 0                                                                | India                                                                | Amichevole                                                           | -                                                                    | 46’                                                                  |
| 1-9-2013                                                             | Katmandu                                                             | India                                                                | 1 – 0                                                                | Pakistan                                                             | SAFF Championship 2013 - 1º turno                                    | -                                                                    |                                                                      |
| 3-9-2013                                                             | Dacca                                                                | Bangladesh                                                           | 1 – 1                                                                | India                                                                | SAFF Championship 2013 - 1º turno                                    | -                                                                    |                                                                      |
| 5-9-2013                                                             | Mumbai                                                               | India                                                                | 2 – 1                                                                | Nepal                                                                | SAFF Championship 2013 - 1º turno                                    | -                                                                    | 15’                                                                  |
| 9-9-2013                                                             | Katmandu                                                             | Maldive                                                              | 0 – 1                                                                | India                                                                | SAFF Championship 2013 - Semifinale                                  | -                                                                    | 15’                                                                  |
| 11-9-2013                                                            | Baku                                                                 | Azerbaigian                                                          | 2 – 0                                                                | India                                                                | SAFF Championship 2013 - Finale                                      | -                                                                    |                                                                      |
| 15-11-2013                                                           | Manila                                                               | Filippine                                                            | 1 – 1                                                                | India                                                                | Amichevole                                                           | -                                                                    |                                                                      |
| 19-11-2013                                                           | Siliguri                                                             | India                                                                | 2 – 0                                                                | Iran                                                                 | Amichevole                                                           | -                                                                    |                                                                      |
| 5-3-2014                                                             | Goa                                                                  | India                                                                | 2 – 2                                                                | Bangladesh                                                           | Amichevole                                                           | -                                                                    | 46’                                                                  |
| Totale                                                               |                                                                      | Presenze                                                             | 10                                                                   |                                                                      | Reti                                                                 | 0                                                                    |                                                                      |